# کورتیزون
کورتیزون (به انگلیسی: Cortisone) با فرمول شیمیایی C21H28O5 یا 17-hydroxy-11-dehydrocorticosterone یک هورمون استروئیدی ۲۱ کربنی با شناسه پاب‌کم 177612 است. که جرم مولی آن ۳۷۶٫۰ گرم بر مول می‌باشد. این هورمون در بدن به‌طور عمده از غدد فوق کلیوی ترشح می‌شود. این ترکیب به صورت داروی تزریقی نیز به کار می‌رود.
کورتیزون می‌تواند به عنوان یک پیش‌دارو تجویز شود، به این معنی که پس از تجویز باید توسط بدن (به ویژه کبد) به کورتیزول تبدیل شود تا مؤثر باشد. این دارو برای درمان انواع بیماری ها استفاده می شود و می‌تواند به صورت داخل وریدی، خوراکی، داخل مفصلی (در مفصل) یا از راه پوست تجویز شود. کورتیزون عناصر گوناگون سیستم ایمنی را سرکوب می‌کند و در نتیجه التهاب و درد و تورم ناشی از آن را کاهش می‌دهد. خطراتی به ویژه در استفاده درازمدت از آن وجود دارد، با این حال، استفاده از کورتیزون تنها منجر به فعالیت بسیار خفیف می‌شود و اغلب به جای آن از استروئیدهای قوی‌تری استفاده می‌شود.